# Entomobrya mauka
Entomobrya mauka är en urinsektsart som beskrevs av Christiansen och Bellinger 1992. Entomobrya mauka ingår i släktet Entomobrya och familjen brokhoppstjärtar. Inga underarter finns listade i Catalogue of Life.